# Neurone di Renshaw
Il neurone di Renshaw (o cellula di Renshaw) è un interneurone glicinergico, ossia addetto al rilascio di glicina che è un neurotrasmettitore inibitorio del motoneurone. Queste cellule si trovano nella materia grigia del midollo spinale e sono associate a due vie con un motoneurone alfa.
Hanno due funzioni:
- Ricevono una eccitazione collaterale dall'assone del neurone alfa che emerge dalla radice del neurone motore e quindi vengono "tenute informate" di come il neurone sta lavorando.
- Possiedono un assone inibitorio di sinapsi con il corpo cellulare del neurone alfa iniziale e/o con un motoneurone alfa dello stesso gruppo motorio.

In questo modo, l'inibizione delle cellule Renshaw rappresenta un meccanismo di feedback negativo.